# سالم الحويل
سالم الحويل, (1 يناير 1928 - 15 يناير 2014) هو مطرب وملحن وفنان شعبي سعودي راحل.

## حياته ونشأته
سالم حمد عثمان الحويل ولد في الأول من شهر يناير وذلك في عام 1928، انتقل مع والدته وهو طفل رضيع إلى مدينة الرياض، تلقى سالم تعليمه مع أبناء الأمير عبد الله على يد المربي عثمان صالح وذلك قبل أن يترك العلم ويعود مرة أخرى إلى موطنه الأصلي ومسقط رأسه في حائل للبحث عن والده، وفي سن الخامسة عشر من عمره تعلم العزف على آلة السمسمية ثم انتقل بعد ذلك إلى مدينة الظهران وهناك التقى بالفنان الكويتي أبو كافي وتعلم منه العزف على آلة العود وظل العود رفيقاً له خلال مسيرته الفنية، بدأ في إحياء بعض الحفلات والأعراس وحفلات الأندية وذلك برفقة زميله فهد بن سعيد، لمع في سماء الأغنية الشعبية وحقق شهرة واسعة تجاوزت بلده السعودية بل تطرقت إلى مختلف بلاد الوطن العربي، تزوج الفنان سالم الحويل خمس زيجات ولديه ثلاثة أبناء.

## مسيرته
بدأ الإنتاج في بداية الستينات الميلادية (الثمانينات الهجرية) قام بتسجيل أولى اسطواناته تحت اسم «الألفية» من قصيدة للشاعر / محمد بن راشد بن عمار، كان أول بيت في القصيدة يبدأ بحرف الألف بعدد أربعة أبيات، ثم أربعة أبيات أخرى تبدأ بحرف الباء، ثم أربعة أخرى تبدأ بحرف التاء وهكذا حتى يستكمل حروف الهجاء الثمانية والعشرين بـ مئة واثنى عشر بيتا. سجلها على اسطوانتين 45 لفة / دقيقة، ولا قت نجاحا منقطع النظير، ولا زال الناس يستمعون اليها حتى اليوم بعد مرور أكثر من 50 عاماً على غنائها، لجمال القصيدة، التي عبر فيها عن حبه لمعشوقته، ضمنَها بعض الجمل التي تحمل بعض الحكم، ولا نغفل صوت الفنان سالم الحويل العذب، واختياره للحن هادئ صاغه بنفسه، فكانت أغنية متكاملة الأركان، فتحت أمامه أبواب الشهرة التي دفعته لإنتاج عشرات الأسطوانات الناجحة وسجل آخر اسطواناته (يا عارفين الحب _ يا ناس منظر جميل _ وأغنيات أخرى) في لبنان عام 1966 م تقريبا وفي عام 1971 م، وظهور شريط الكاسيت فتوقف تسجيل الأسطوانات، فطرح ألبوما بمصاحبة فرقة موسيقية اشتمل على إعادة تسجيل أغنيته «الألفية» وقدم معها عدة أغاني جديدة ولاقى هذا الألبوم نجاحا. منذ بداياته قامت الإذاعة السعودية ببث بعض أغانيه، كما سجل له التلفزيون السعودي عدة أغاني بمصاحبة فرقة التلفزيون الموسيقية. استمر بطرح ألبومات غنائية واحياء حفلات غنائية بمناسبات الزواج لا سيما في مسقط رأسه مدينة حائل، تقدم له دعوات لإحياء هذه الحفلات حيث كان يقيم في الرياض.
آخر ألبوماته قام بإصداره وحقق نجاحا مبهرا. وكان قد عاصر الفترة الذهبية للفن الشعبي بوجود الهرمين الشعبيين علي المبارك صاحب أشهر الاغنيات مثل ساري المفعول ولطيفة يالطيفة وعفت الحياة ونوره وياهلا بالغالي وجينا صحى وصحي ولي بلاد والكثير من الأغاني التي تردد حاليا باصوات أخرى والفنان سالم الحويل في منطقة حائل واكتسب من الفنان على المبارك حرفية أكثر في الصوت والأداء العذب ما جعل جماهير علي مبارك القفاري بعد رحيله ومرض سالم الحويل تتجه نحو الصاعد فهد بن عبد المحسن والفنان عبد الله السالم وخالد السلامة حيث انهم اكملوا مسيرة الكبار.
تجاوز فهد في الوقت الحالي سن الأربعين وهو ما زال يعيش في حائل، ويشارك في عدد من الحفلات الغنائية الخاصة في المدينة وخارجها وهو فنان بالوراثة حيث كان والده فنان شعبي معروف وكذلك شقيقه سعد اشتهر باجادة العزف على الآلات الموسيقية بمهارة مذهلة إلاأن فهد رغم شهرته بعيد عن الاعلام ولايهتم بالتواجد والظهور. تعاون مع أكثر شعراء حائل ومن اشهرهم سعيد السعدي والاشقاء علي وعثمان المجراد وشايوش الجوهر وعبد العزيز العفنان وغيرهم
وقآم الفنآن بانتاج 8 اغآنـي مع ابنة الكبير أحمد دويتو. وتم انتآجه وتوزيعه.

## اعتزاله
في عام 1992 عانى الحويل من المرض وقرر الاعتزال. وبعد وفاة علي مبارك واعتزال الحويل اتجه الجمهور إلى سماع فنانين صاعدين أمثال فهد بن عبد المحسن، والفنان عبد الله السالم، والفنان خالد السلامة الذين أكملوا مسيرة الكبار

## أغنية
- أغنية “هذه الحياة صعيبة”.
- أغنية “المرسيدس المؤقت”.
- أغنية “يا أهل الهوى”.
- أغنية “الكيرم”.
- أغنية “يا حمام الحرم”.
- أغنية “رماني شبكني”.
- أغنية “ساري المفعول”.
- أغنية “عفت الحياة”

## مرضه
تعرض الحويل قبل وفاته إلى أزمة صحية شديدة وعلى إثرها نقل إلى مجمع الملك سعود الطبي لتلقي العلاج، تعرض الفنان لحالة من الإغماء أفقدته الوعي بشكل كامل وهو على سريره الطبي في المنزل وذلك بعد معاناة شديدة من أزمات صحية متوالية خلال السنوات الماضية منذ بداية مرضه، صرحت زوجة الفنان سالم الحويل وهي السيدة أم عثمان قالت: “سالم الحويل كان يعاني صحياً منذ سنوات عديدة، وللأسف لم يلتفت له أحد رغم مطالبتنا المستمرة بالعناية به وأكثر، وراجعنا عدة مستشفيات حتى وصل به الأمر أن لا يتحرك من السرير الطبي منذ سنوات، وقبل أسبوع حدثت معه اغماءات شديدة متوالية وآلام مستمرة طلبنا نقله فوراً من الهلال الأحمر والذي عالج المسألة في نقله على الفور إلى مجمع الملك سعود”.

## وفاته
أصيب المطرب والملحن سالم الحويل بمرض في فقرات العنق مما اضطره إلى الاعتزال في عام 1992، استمر المرض معه لسنوات طويلة حتى تمكن من جسده بالكامل وأصبح طريح الفراش لا يستطيع الحراك وعجز عن المشي، ثم انتقل إلى رحمة الله تعالى وتوفي في يوم 15 من شهر يناير وذلك في عام 2014 عن عمر يناهز 86 عام.